# Скадовськ (патрульний катер)
«Скадо́вськ» (P170, до 2018 р. U170, до 01.11.1997 «Гайдамака», пізніше б/н U120) — артилерійський катер проєкту 1400М (шифр «Гриф-М», англ. Zhuk class за класифікацією НАТО) катер спеціального призначення Військово-Морських Сил України. У ВМФ СРСР носив назву АК-327.

## Особливості проєкту
Проєкт 1400М — модернізація проєкту 1400 прикордонних сторожових і артилерійських кораблів, розробленого в ЦКБ «Алмаз» в 1967 році. Проєкт призначався для охорони державного кордону в прибережній зоні, протоках і на відкритих рейдах портів, а також для виконання додаткових завдань.
Проєкт 1400М відрізняється від базового 1400 проєкту технологією виробництва корпусу (зварний), а також потужнішою енергетичною установкою, новим радіо-технічним обладнанням. На проєкті встановлювалися НРЛС «Лоція», автовідповідач «Хром-К». Штурманське — система «Градус-2М», авторульовий «Самшит-В221», бінокулярна морська труба БМТ-110.
Крім морських частин прикордонних військ КДБ СРСР катери проєкту поставлялися на експорт, а також 9 одиниць — військово-морському флоту.

## Історія корабля
Артилерійський катер АК-327 (заводський номер 888) був побудований на Феодосійському суднобудівному заводі «Море» в 1990 році. Після прийомо-здаточних іспитів увійшов до складу ЧФ СРСР. Включений у склад 17 окремої бригади спеціального призначення ВМФ з базуванням у військовому порту Очакова. 15 квітня 1992 року разом з усім особовим складом військової частини 34391 екіпаж катера склав присягу на вірність народові України.
У Військово-Морських Силах України входить до складу дивізіону кораблів охорони і забезпечення Західної військово-морської бази. Приданий для виконання спеціальних завдань 73-му центру морських спеціальних операцій.
У 1993 році катер знищив плаваючу морську міну, виявлену поблизу Ізмаїла, в 1996 — авіабомбу біля пірса в Херсоні. Брав участь в українсько-американських навчаннях на Тендрівській косі, в 2001 році в акваторії Дніпро-Бузького лиману перехопив судно-порушника. У 2008 році разом з групою кораблів ВМС України брав участь у міжнародних навчаннях «Сі Бриз — 2008», де виконував завдання за призначенням. У 2011 році визнаний найкращим за рівнем підготовки і взаємодії серед екіпажів дивізіону кораблів охорони і забезпечення Західної військово-морської бази ВМС України
.
Пройшов доковий ремонт у березні-червні 2017 року.
З осені 2017 року перебуває на аварійному ремонті внаслідок значного пошкодження підводної частини та надбудов (пробоїни, тріщини надбудови, деформація деяких частин).
Зайшов на ремонт на МСЗ 13 жовтня 2021 року у місті Миколаїв.